# Kristův kostel (Střekov)
Kristův kostel (německy Christuskirche) byl evangelický luteránský farní kostel na Střekově, pozdější součásti města Ústí nad Labem v severních Čechách. Kostel postavený roku 1900 sloužil zdejší německé evangelické komunitě, po odsunu českých Němců po roce 1945 chátral a nakonec byl roku 1966 demoličně odstřelen. Nacházel se v místech pozdějších ulic Žukovova a Truhlářova.

## Historie

### Vznik
Iniciativa výstavby protestantského kostela v městské oblasti Ústí nad Labem vzešla v období vzniku náboženského hnutí Los von Rom (Pryč z Říma!) v závěru 19. století, usilující o posílení evengelických církví na úkor římskokatolické. Základní kámen byl položen na Den reformace, 31. října roku 1899, vysvěcení kostela proběhlo téměř přesně o rok později, 20. října 1900. Katastrálně se stavební parcela nacházela v obci Novosedlice.
Podle plánů ústeckého architekta a stavitele Alwina Köhlera vznikl halový kostel ve stylu pozdní novogotiky s křížovým půdorysem, polygonálním oltářním domem a kostelní věží se strmou jehlanovou střechou. Na příčnou loď a na boční stranu věže byly přistavěny galerie přístupné přes schodišťové věže. O realizaci betonových konstrukcí s příměsí kamene se postarala vídeňská stavební firma Pittel+Brausewetter.

### Zánik
Kostel sloužil především věřícím z řad většinově německého obyvatelstva Ústecka až do roku 1945, kdy došlo k jejich nucenému odsunu do Západního či Východního Německa a Rakouska. Od té doby nadále chátral. Na základě špatného technického stavu byl pak 2. července 1966 zbořen pyrotechnickým odstřelem. Na jeho místě byla postavena přístavba lázní Dr. Vrbenského.

## Galerie

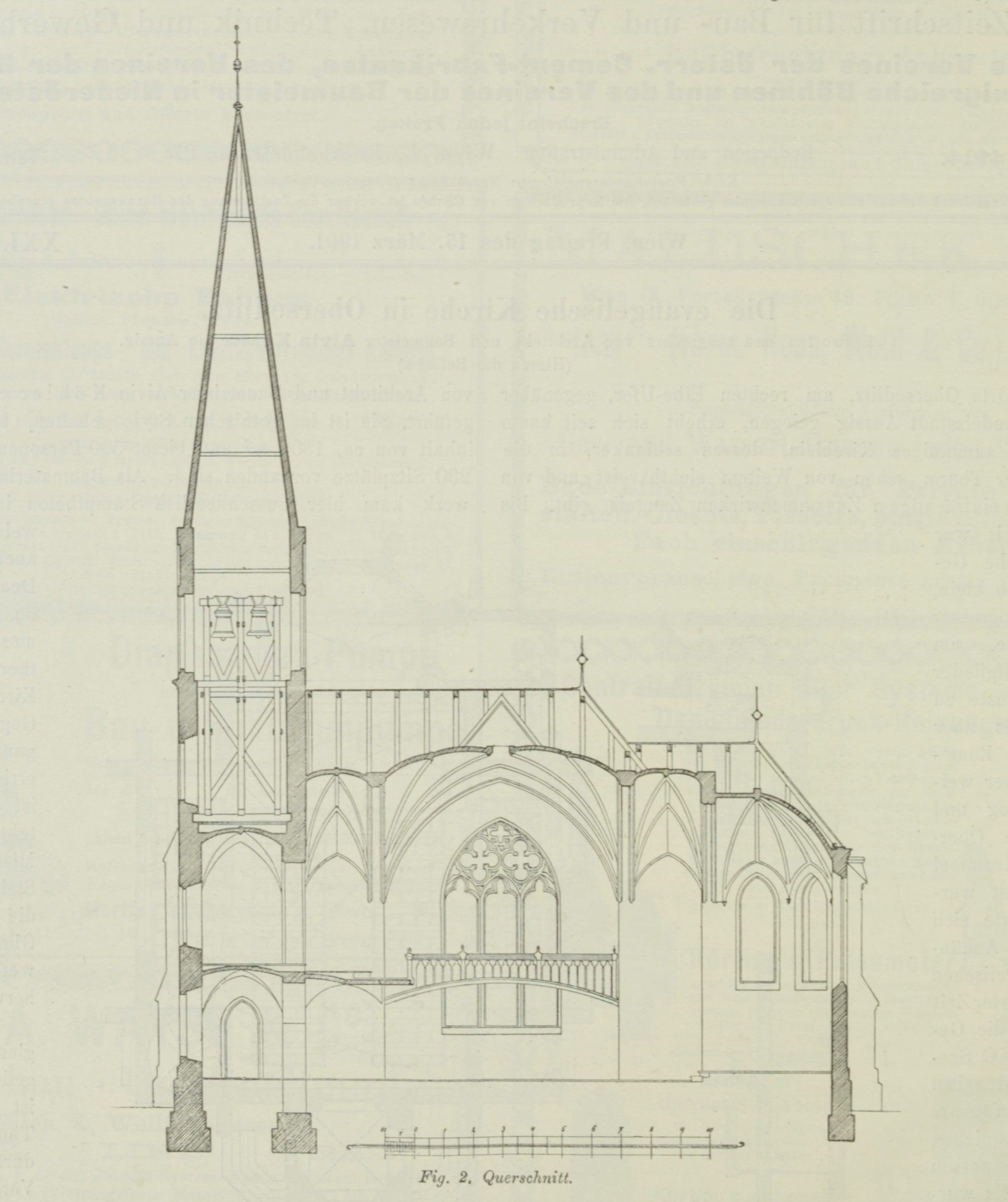
Bokorys kostela
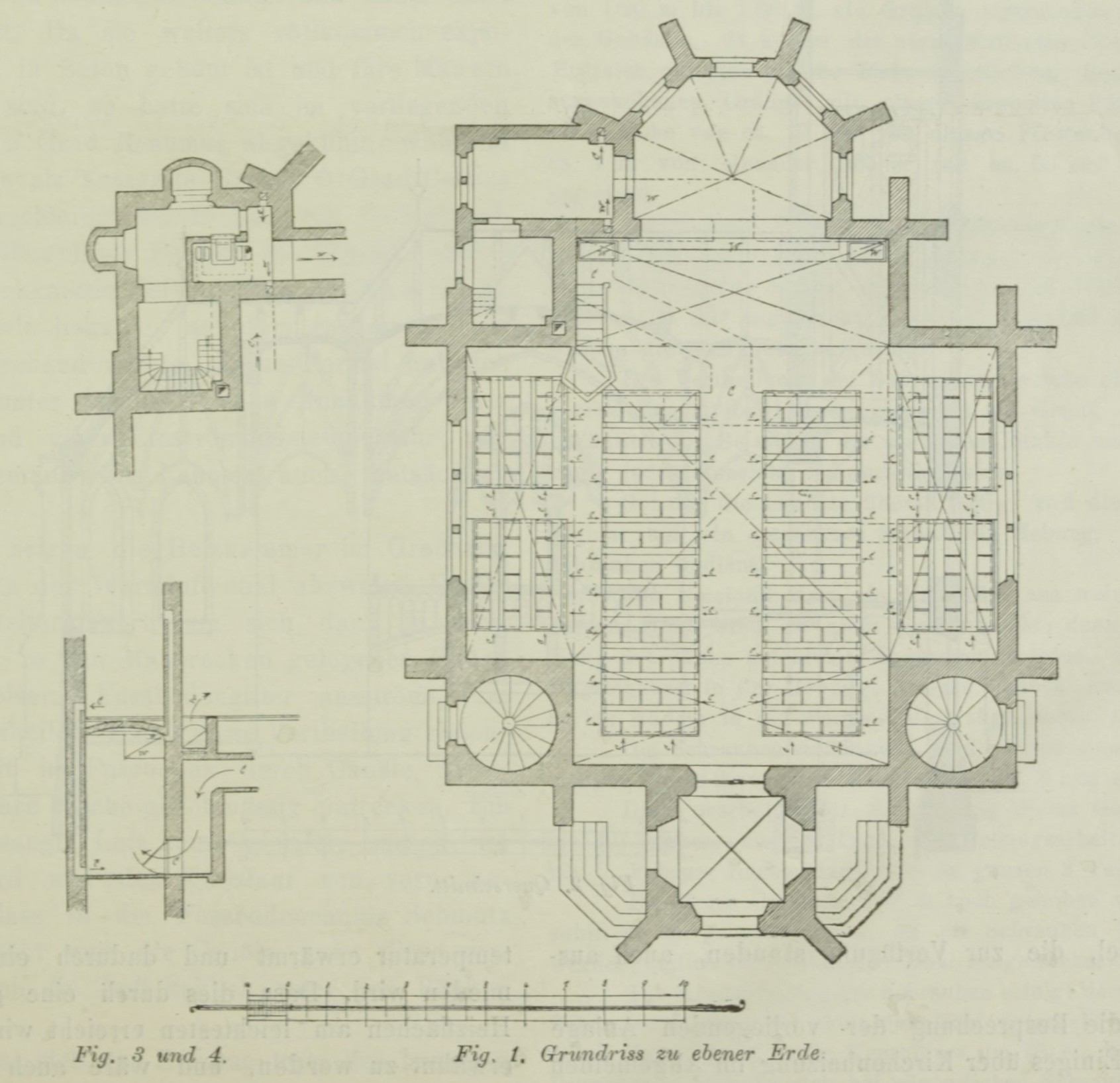
Půdorys kostela